# Kościół św. Anny w Wałbrzychu
Kościół Świętej Anny w Wałbrzychu – rzymskokatolicki kościół parafialny mieszczący się w wałbrzyskiej dzielnicy Szczawienko.

## Historia i wyposażenie
Kościół został wybudowany w XVI wieku, przebudowany w latach 1818, 1882 oraz 1964–1966. Został dwukrotnie spalony w 1697 i 1816.
W świątyni znajdują się organy wykonane w 1925 roku przez firmę W. Sauer, Inh. Oscar Walcker z Frankfurtu nad Odrą. Instrument posiada 12 rejestrów oraz pneumatyczne: trakturę gry i trakturę rejestrów.
Na cmentarzu kościelnym znajduje się m.in. nagrobek gen. brygady Józefa Benedykta Łączyńskiego, zmarłego w 1820 roku w Szczawnie-Zdroju.
Epitafia na murach kościoła od lewej do wejścia:
- Heleny von Czettritz (zm. 1603), duże z herbami (od góry):
  - ojcowskimi (po lewej) von: Schweinichen, Gregersdorf, Dobritsch, X
  - matczynymi (po prawej) von: Reibnitz, Adelsdorf,  Schweinichen, X
- Hansa z rodziny von Czettritz, małe, górne z herbami:
  - ojcowskimi von: Czettritz, Schweinichen
  - matczynymi von: Czettritz oraz von Hochberg
- dziewczynki (II) von Czettritz, małe, dolne, zniszczony, z herbami:
  - ojcowskimi von: Czettritz, Schweinichen
  - matczynymi von: Czettritz, Hochberg

Epitafia na murach kościoła od wejścia do prawej:
- chłopca von Dobritsch, z czaszką w dłoniach, małe górne z herbami:
  - ojcowskimi von: Dobritsch, Seidlitz
  - matczynymi von:  Schliewitz, Schweinitz
- dziewczynki von Czettritz, z bukietem kwiatów w dłoniach, małe dolne z herbami:
  - ojcowskimi von: Czettritz, Schweinichen
  - matczynymi von: Czettritz, Hochberg
- Bernharda von Czettritz (zm. 1626), duże z herbami:
  - ojcowskimi von: Czettritz, Mühlheim, Reibnitz, Schindel,
  - matczynymi von: Schweinichen, Reibnitz, Gregersdorf, Lemberg[5].

## Główne herby z epitafiów

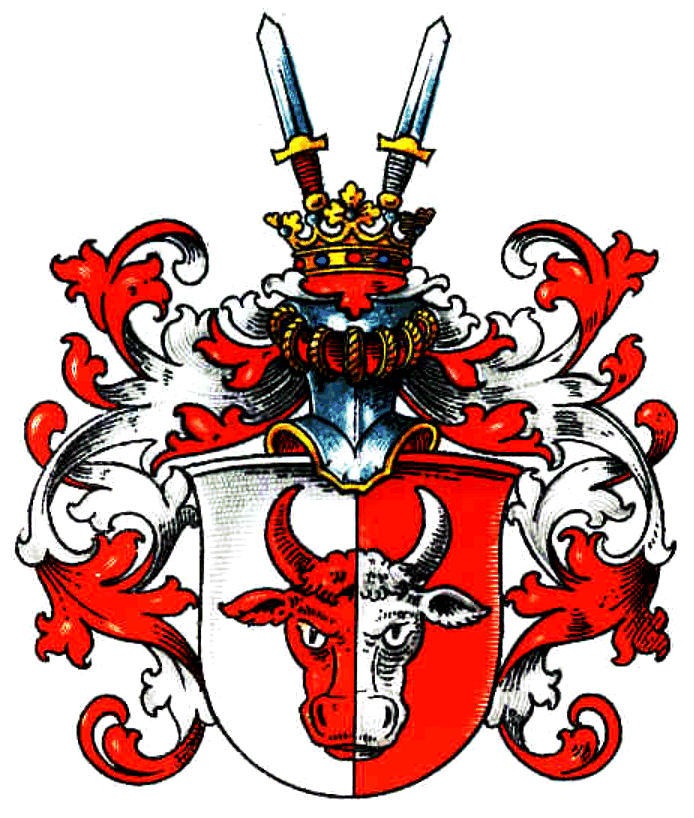
Czettritz
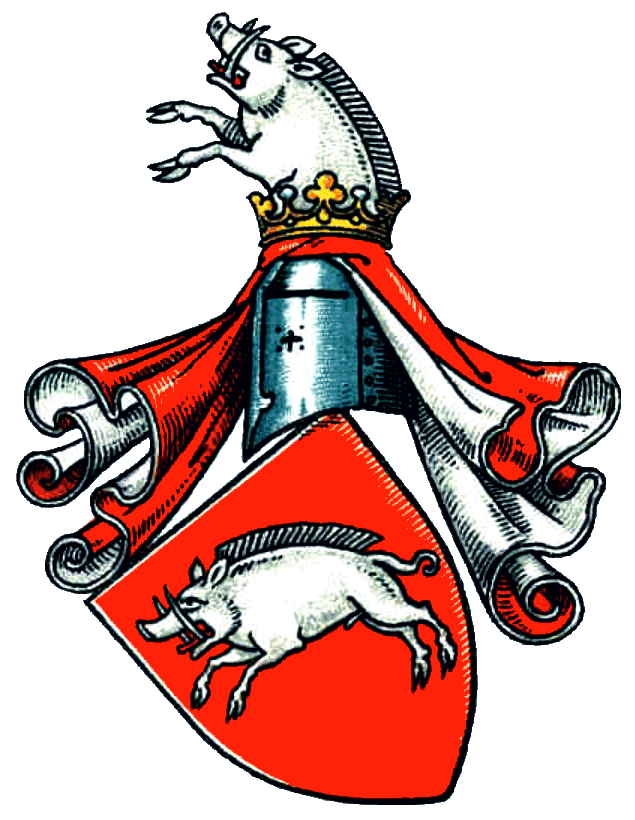
Schweinichen
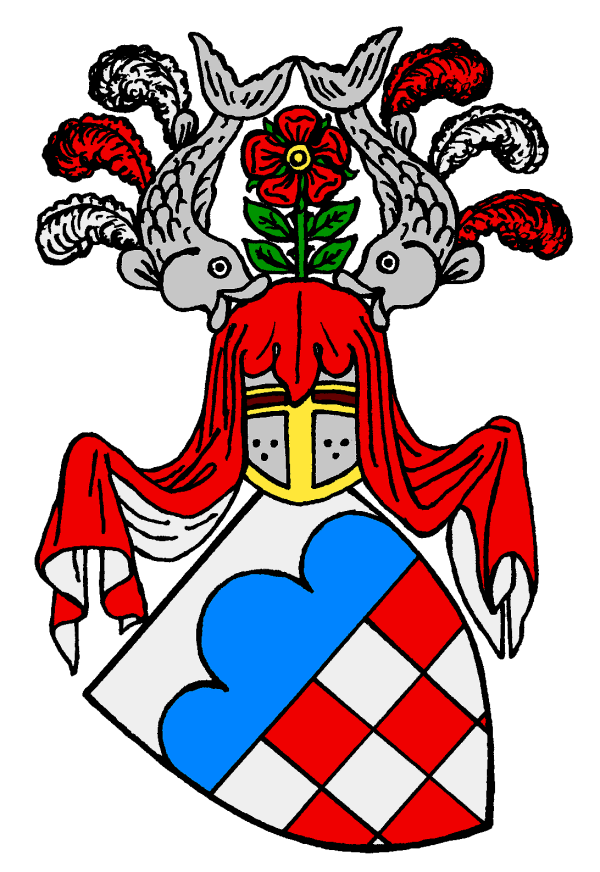
Hochberg
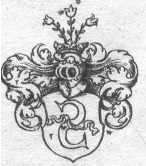
Dobritsch

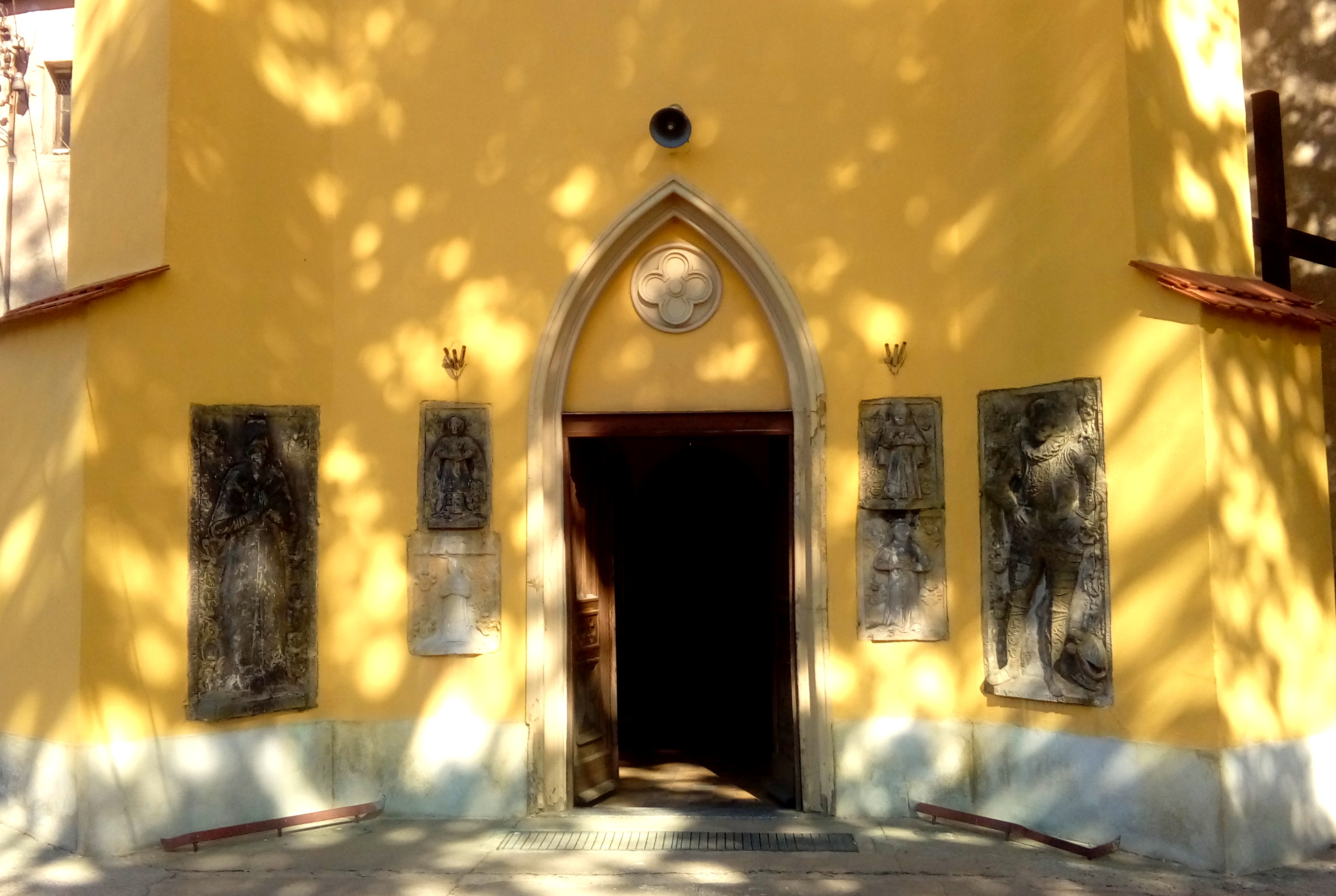
Epitafia L: Heleny, Hansa (G), dziew. II (D), P:  Dobritsch (G), dziewczynki (D), Bernharda
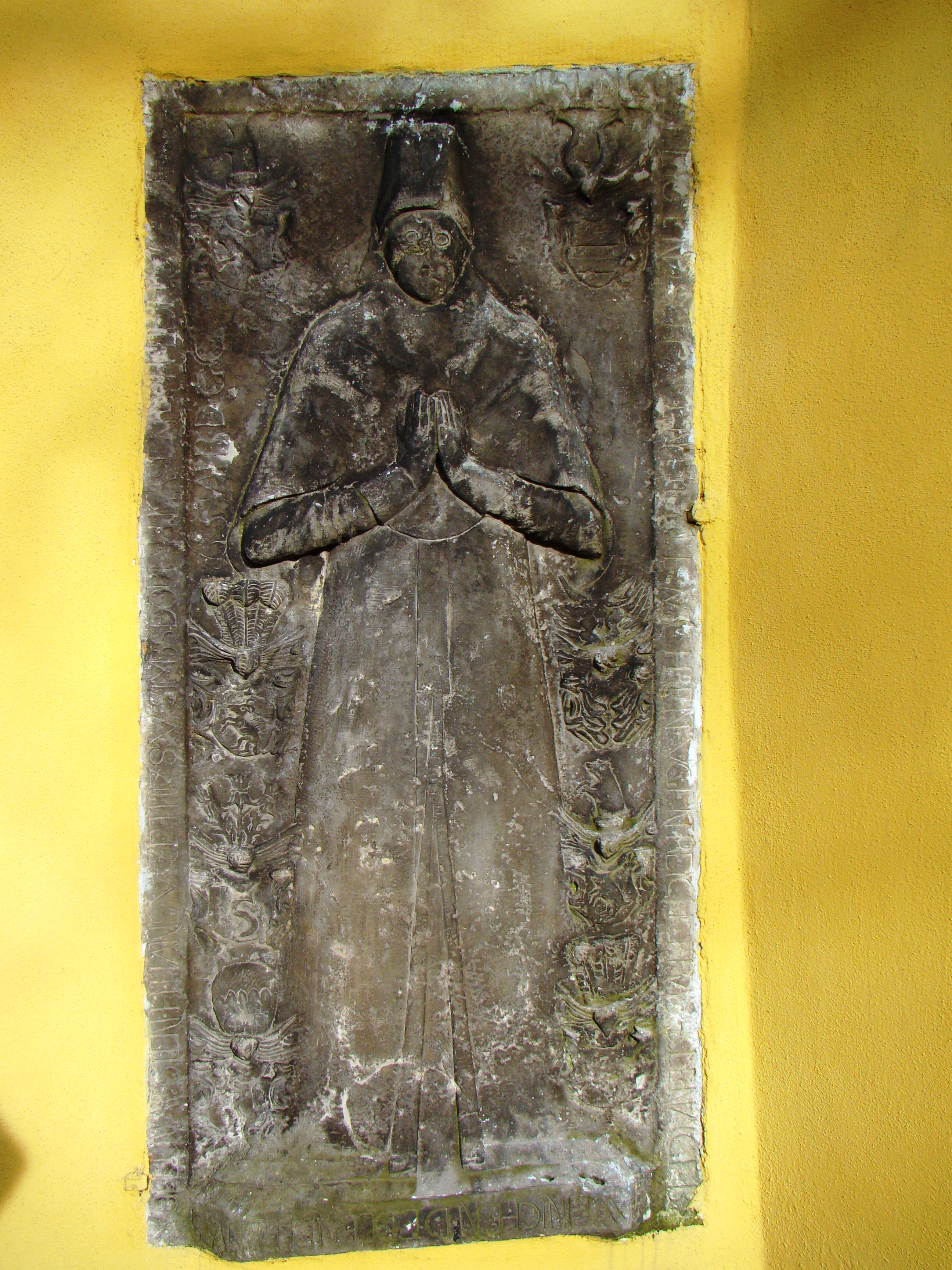
Płyta Heleny Czettritz
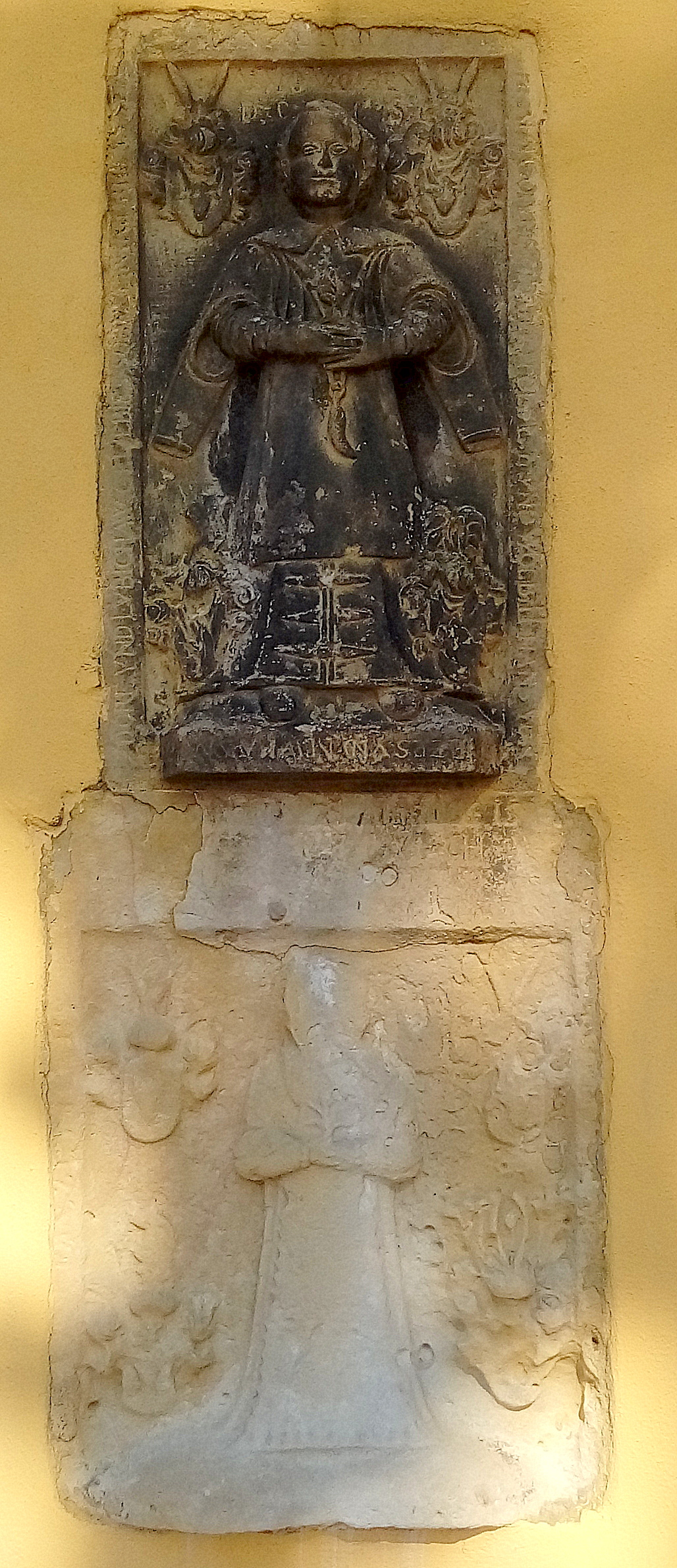
Płyta Hansa (G), dziewczynki II, (D)
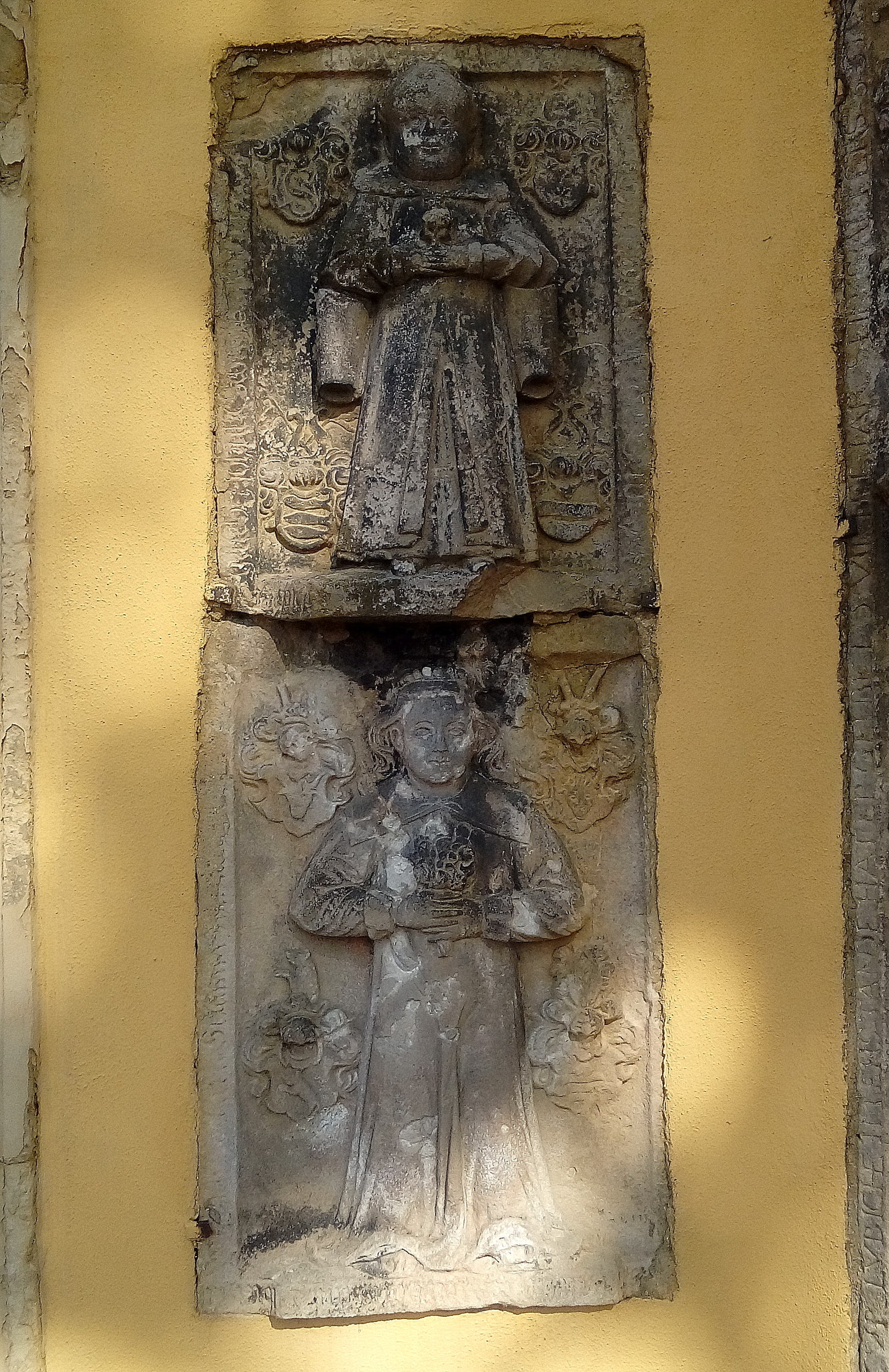
Płyty chłopca Dobritsch (G), dziew. Czettritz (D)
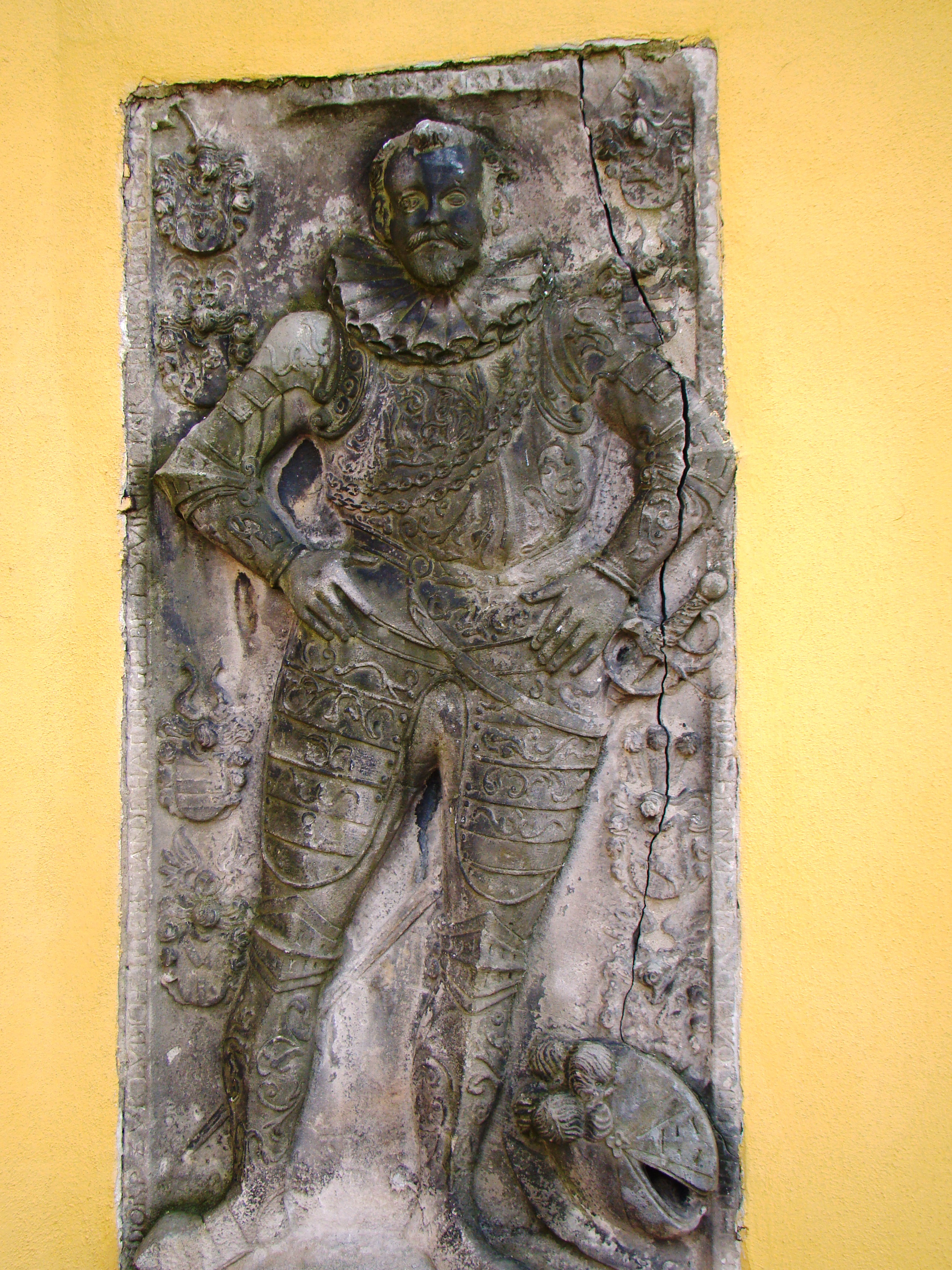
Płyta Bernharda Czettritz
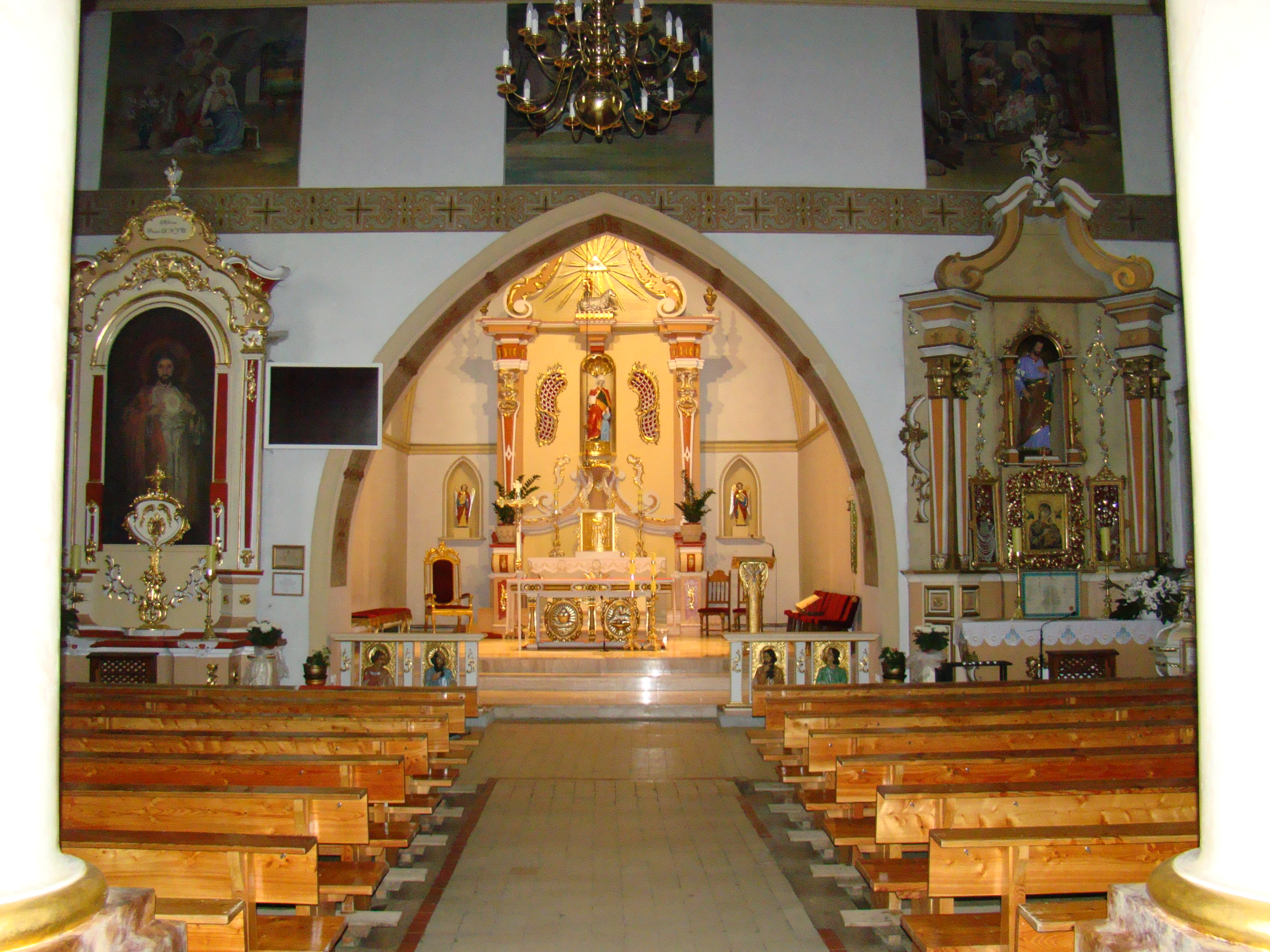
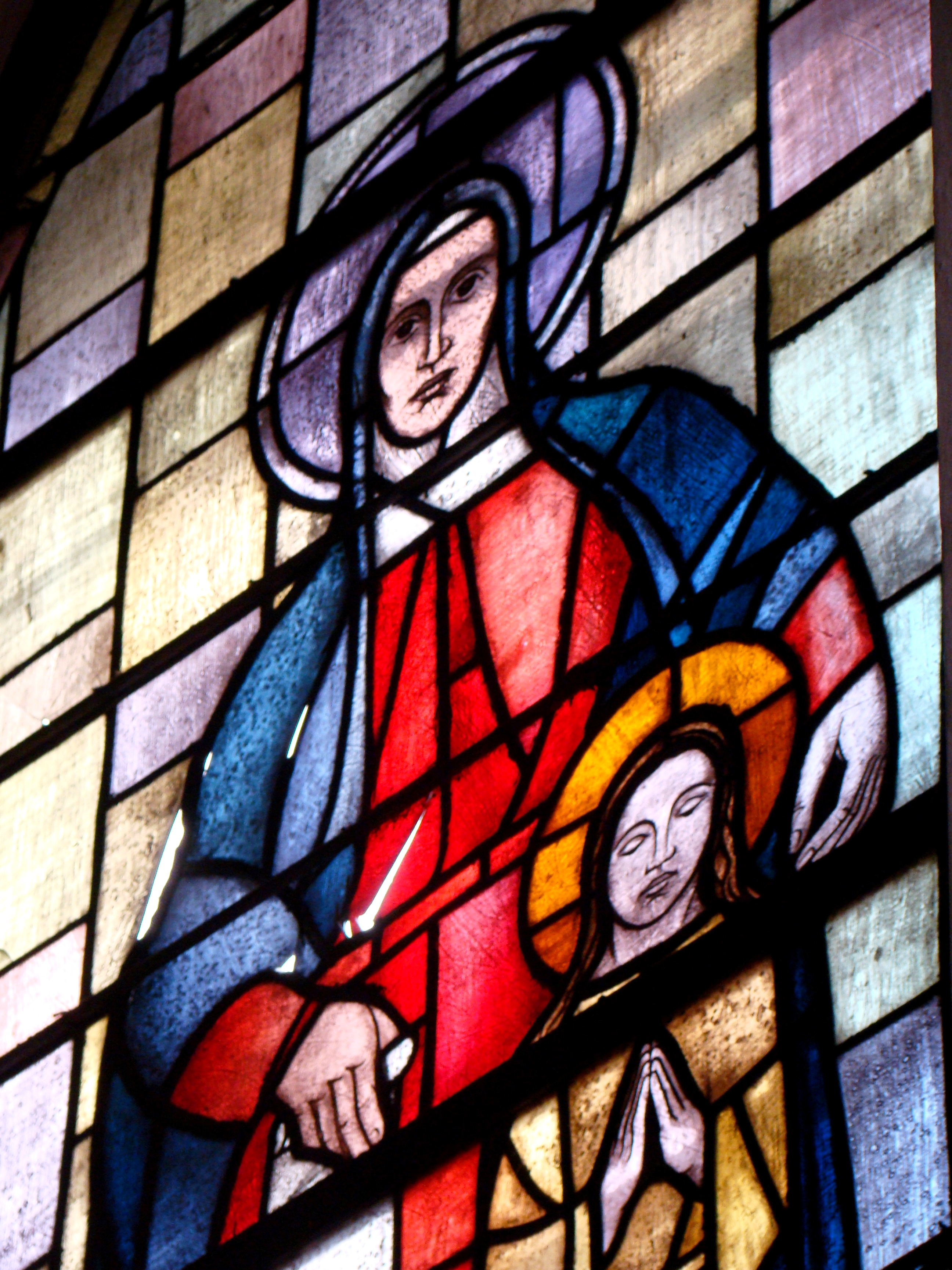
Witraż
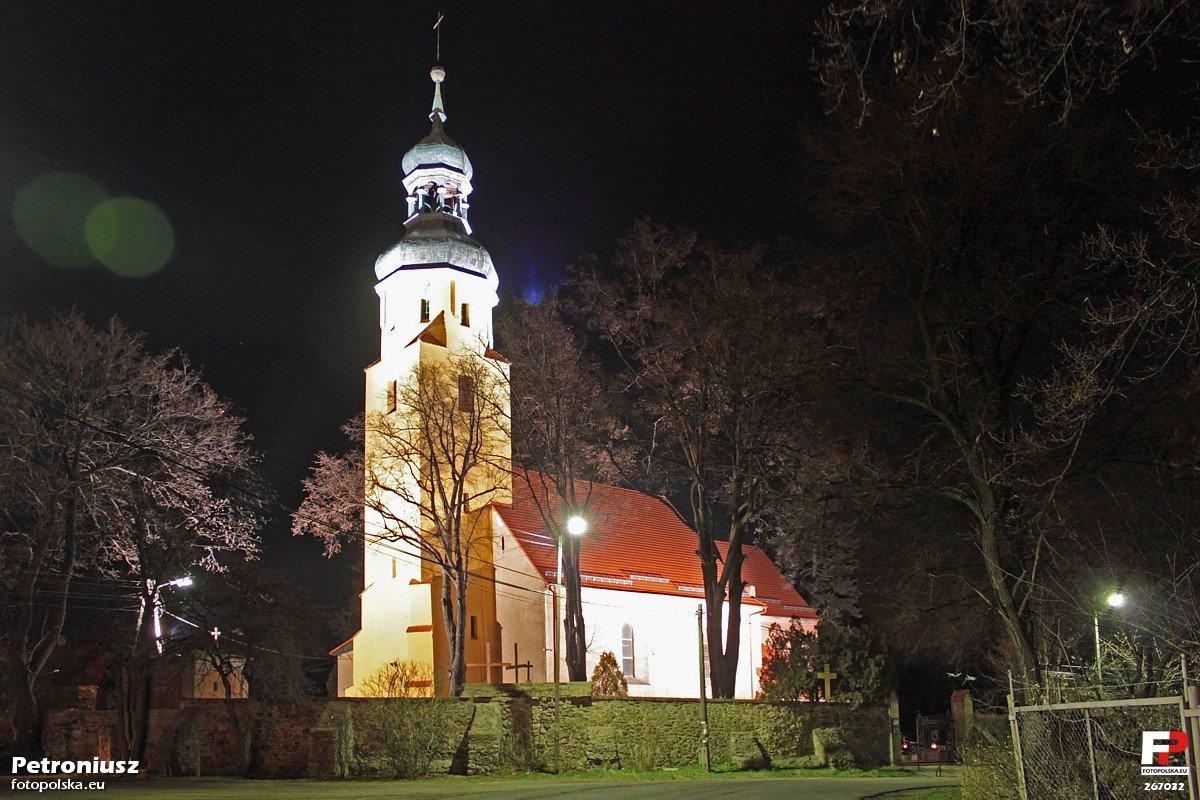
Nocą